# Sericoides rufeola
Sericoides rufeola är en skalbaggsart som beskrevs av Antoine Joseph Jean Solier 1851. Sericoides rufeola ingår i släktet Sericoides och familjen Melolonthidae. Inga underarter finns listade i Catalogue of Life.